# Carlos Marcelo Corne
Carlos Marcelo Corne y Velásquez (Trujillo, Perú, 4 de noviembre de 1564 - Ib. 14 de octubre de 1629), clérigo y catedrático criollo que ocupó altos cargos eclesiásticos y académicos en el Virreinato del Perú. Elegido para la diócesis de Concepción, asumió el obispado de Trujillo, su ciudad natal, de 1620 hasta su fallecimiento en 1629. Fue el primer criollo nacido en Perú en ser elegido para regir una diócesis en territorio peruano.

## Biografía
Hijo de Diego Corne y Juana Velásquez. Otros autores mencionan a su padre como Diego del Canto Corne o Juan Corne o Corni, de origen francés. Manuel de Mendiburu dice que tanto su padre como su madre eran de Francia (su apellido, originalmente Corni, fue castellanizado).
En su ciudad natal comenzó sus estudios de latinidad bajo la dirección de su padre. Se trasladó a Lima e ingresó al Real Colegio de San Martín (1582), donde obtuvo una beca y fue de los mejores alumnos. Ingresó a Universidad de San Marcos donde, luego de obtener el grado de licenciado, regentó la cátedra de Artes (1588). Finalmente, se graduó de doctor en Teología, y pasó a regentar las cátedras de Vísperas y Prima de Sagrada Teología en la misma universidad.
En el ejercicio de su labor sacerdotal, fue párroco de la iglesia de San Marcelo y luego obtuvo una canonjía magistral en el Cabildo Metropolitano de Lima (1603), siendo incluso nombrado examinador sinodal del arzobispado (1613). Por entonces, fue propuesto para la diócesis de Concepción en Chile (1616), pero antes de asumir el cargo fue trasladado a la diócesis vacante de Trujillo (1620), siendo consagrado en Lima por el arzobispo Bartolomé Lobo Guerrero. Tomó posesión de su sede al año siguiente.
Cuenta Mendiburu que cuando entró en Trujillo, al oír los repiques, dijo: «Esa campana que suena, más alegre la fundió mi padre». En efecto, este había sido fundidor, y estando un día en su trabajo dirigió a su hijo estas palabras. «Estudiar, Carlete, estudiar que con esta campana te han de repicar cuando seas Obispo». Y su profecía se cumplió. Esta anécdota la recogió Ricardo Palma en una de sus Tradiciones peruanas: «Las clarisas de Trujillo».
Realizó una labor memorable al frente del obispado. Fundó el Seminario de San Carlos y San Marcelo en 1627, al que adaptó las normas del Seminario de Santo Toribio de Lima; aprobó la primera regla consueta de la catedral (1622); reunió el primer sínodo diocesano (1623); instaló un colegio en su casa natal, al que dotó de recursos y cuya dirección confió a los jesuitas (1625); y comenzó la reedificación de la catedral, arruinada en el pavoroso terremoto de 1619.